# Matías Pezzolesi
Matías Pezzolesi (Santa Cruz de Tenerife, 22 de noviembre de 2002) es un futbolista hispano-argentino con pasaporte italiano que juega como defensa central en el Atlético Paso de la Tercera Federación. Es hermano de Valentín Pezzolesi.

## Trayectoria
Nacido en Santa Cruz de Tenerife, Canarias, de padres argentinos, se formó en las categorías inferiores del C. D. Marino y U. D. Guargacho antes de marcharse a Argentina para continuar su formación en el Barracas Central. De regreso a Canarias, terminó su formación en el C. D. Águilas San Aquilino y en la U. D. Las Palmas juvenil.
En la temporada 2021-22, firmó por el Club Deportivo Buzanada de la Tercera Federación. En agosto de 2023 pasó al C. D. Tenerife "B" de la Tercera Federación. El 19 de octubre de 2024, hizo su debut con el primer equipo del C. D. Tenerife en la Segunda División de España, sustituyendo en la segunda parte a Aarón Martín en la derrota fuera de casa por 4-0 ante el Granada CF.
En julio de 2025 fichó por el Atlético Paso de la Tercera Federación.

## Clubes
Actualizado al último partido disputado el 27 de abril de 2025.
| Club               | País   | Año       | Parts. | Goles |
| ------------------ | ------ | --------- | ------ | ----- |
| C. D. Buzanada     | España | 2021-2023 |        |       |
| C. D. Tenerife "B" | España | 2023-2025 | 53     | 0     |
| C. D. Tenerife     | España | 2024-2025 | 2      | 0     |
| Atlético Paso      | España | 2025-     |        |       |